# Alpaida tijuca
Alpaida tijuca är en spindelart som beskrevs av Levi 1988. Alpaida tijuca ingår i släktet Alpaida och familjen hjulspindlar. Inga underarter finns listade i Catalogue of Life.